# イザン・アルマンサ
イザン・アルマンサ・ペレス（Izan Almansa Pérez, 2005年6月7日 - ）は、スペインのムルシア州ムルシア出身のプロバスケットボール選手。NBLのパース・ワイルドキャッツに所属している。ポジションはパワーフォワード。

## 経歴

### 生い立ち・ユース
スペインで生まれ育つ。父はアメリカ出身のプロバスケットボール選手で、母はスペイン人。幼少期はサッカーをしていたが、9歳の時に友人を追ってバスケを始める。12歳の時点で身長は185cmまで伸び、地元のユースチームでプレーした。
2019年夏にレアル・マドリードからオファーを受け、2年間U16チームでプレーした。2020-21シーズンにマドリードのBチームでプロデビューし、3試合に出場した。

### オーバータイム・エリート
2021年8月5日に、アメリカで新たに創設されるオーバータイム・エリートと契約したことを発表した。
2021-22シーズンはチームOTEでプレーし、平均6.4得点・5.0リバウンドを記録した。
2022-23シーズンはリーグの拡張に伴いチームが一新され、新たにYMGドリーマーズへ入団した。このシーズンは平均9.3得点・8.6リバウンドを記録した。

### NBAGリーグ・イグナイト
2023年6月30日にNBAGリーグ・イグナイトと契約した。イグナイトでは46試合に出場し、1試合平均27.4分の出場で、10.5得点、7.1リバウンド、1.5アシスト、フィールドゴール成功率54.1パーセント、スリーポイント成功率20.0パーセント、フリースロー成功率54.1パーセントという成績を残した。

### パース・ワイルドキャッツ
2024-25シーズンはNBLに所属するパース・ワイルドキャッツでプレーし、29試合に出場し、1試合平均17.2分の出場で、7.6得点、4.3リバウンド、フィールドゴール成功率51.1パーセント、スリーポイント成功率33.3パーセント、フリースロー成功率53.4パーセントという成績を残した。

## 代表歴
2022年のU18 ヨーロッパ選手権、U17 ワールドカップ、2023年のU19 ワールドカップでスペイン代表に選出され、いずれの大会でもMVPを受賞した。